# Persephone Theatre

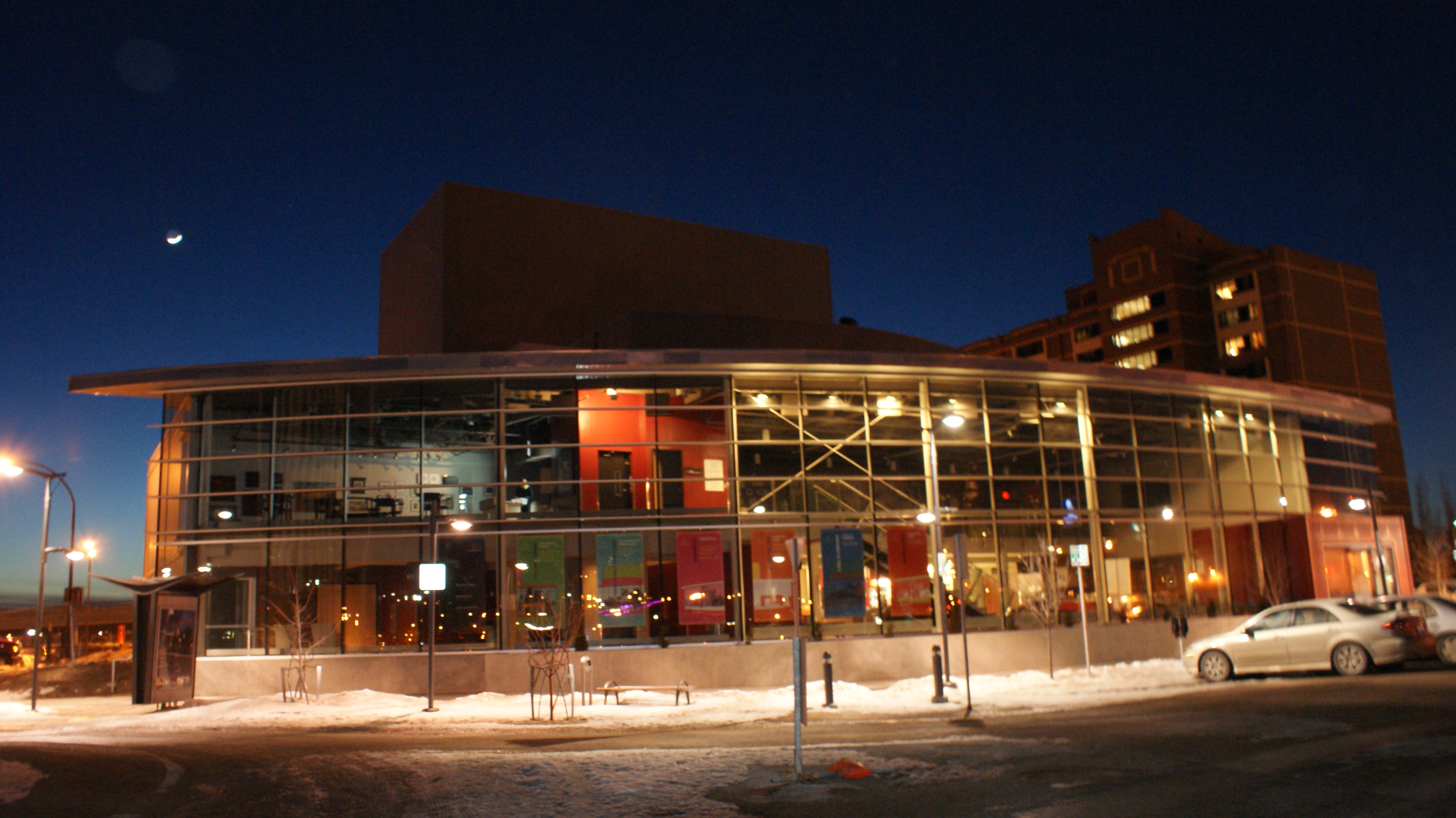
Remai Arts Centre

Le Persephone Theatre est une compagnie de théâtre situé à Saskatoon en Saskatchewan au Canada.

## Histoire
La compagnie a été fondée en 1974 par Janet et Susan Wright et nommée en l'honneur de la déesse grecque Perséphone. La séances de la première saison furent présentées à la galerie d'art Mendel, celles de la seconde au Greystone Theatre et de la troisième dans le hall de l'église St. Thomas Weslay. En 1977, le théâtre a déménagé dans l'église Westgate Alliance devenue vacante et où il a demeuré pendant 20 ans. En 2007, le Persephone Theatre a déménagé au Remai Arts Centre (en) à River Landing (en).